# Saint Aulaye-Puymangou
Saint Aulaye-Puymangou est une commune française située dans le département de la Dordogne, en région Nouvelle-Aquitaine. Elle a été créée le 1er janvier 2016 sous le statut de commune nouvelle et regroupe les anciennes communes de Puymangou et de Saint-Aulaye.

## Géographie

### Généralités
La commune nouvelle regroupe les communes de Puymangou et de Saint-Aulaye, qui deviennent des communes déléguées, le 1er janvier 2016. Son chef-lieu se situe à Saint-Aulaye.
| Carte des communes constitutives de Saint Aulaye-Puymangou |

### Communes limitrophes
Saint Aulaye-Puymangou est limitrophe de sept autres communes, dont deux dans le département de la Charente. Au nord, la commune charentaise des Essards n'est limitrophe que sur une centaine de mètres.
| Les Essards (Charente) | Bonnes (Charente)      | Saint Privat en Périgord  |
| Parcoul-Chenaud        | Saint Aulaye-Puymangou | Saint-Vincent-Jalmoutiers |
|                        | La Roche-Chalais       | Servanches                |

### Géologie et relief

#### Géologie
Situé sur la plaque nord du Bassin aquitain et bordé à son extrémité nord-est par une frange du Massif central, le département de la Dordogne présente une grande diversité géologique. Les terrains sont disposés en profondeur en strates régulières, témoins d'une sédimentation sur cette ancienne plate-forme marine. Le département peut ainsi être découpé sur le plan géologique en quatre gradins différenciés selon leur âge géologique. Saint Aulaye-Puymangou est située dans le quatrième gradin à partir du nord-est, un plateau formé de dépôts siliceux-gréseux et de calcaires lacustres de l'ère tertiaire.
Les couches affleurantes sur le territoire communal sont constituées de formations superficielles du Quaternaire et de roches sédimentaires datant pour certaines du Cénozoïque, et pour d'autres du Mésozoïque. La formation la plus ancienne, notée c5d, date du Campanien 4, des calcaires crayo-marneux grisâtres et des calcaires graveleux bioclastiques à orbitoides. La formation la plus récente, notée CFvs, fait partie des formations superficielles de type colluvions carbonatées de vallons secs : sable limoneux à débris calcaires et argile sableuse à débris. Le descriptif de ces couches est détaillé dans  les feuilles « no 757 - Ribérac » et « no 781 - Montpon-Ménestérol » de la carte géologique au 1/50 000 de la France métropolitaine, et leurs notices associées,.

Carte géologique de Saint Aulaye-Puymangou.

#### Relief et paysages
Le département de la Dordogne se présente comme un vaste plateau incliné du nord-est (491 m, à la forêt de Vieillecour dans le Nontronnais, à Saint-Pierre-de-Frugie) au sud-ouest (2 m à Lamothe-Montravel). L'altitude du territoire communal varie quant à elle entre 32 mètres et 134 mètres.
Dans le cadre de la Convention européenne du paysage entrée en vigueur en France le 1er juillet 2006, renforcée par la loi du 8 août 2016 pour la reconquête de la biodiversité, de la nature et des paysages, un atlas des paysages de la Dordogne a été élaboré sous maîtrise d’ouvrage de l’État et publié en octobre 2020. Les paysages du département s'organisent en huit unités paysagères,. La commune fait partie de la Double, au sein de l'unité de paysage « La Double et le Landais », deux plateaux ondulés, dont la pente générale descend de l'est vers l'ouest. À l'est, les altitudes atteignent ainsi les 200 m pour les plus élevées (233 m au sud de Tocane-Saint-Apre). Vers l'ouest, le relief s’adoucit et les altitudes maximales culminent autour des 100 mètres. Les paysages sont forestiers aux horizons limités, avec peu de repères, ponctués de clairières agricoles habitées.
La superficie cadastrale de la commune publiée par l'Insee, qui sert de référence dans toutes les statistiques, est de 46,00 km2,.

### Hydrographie

#### Réseau hydrographique
La commune est située dans le bassin de la Dordogne au sein du Bassin Adour-Garonne. Elle est drainée par la Dronne, la Rizonne, le Chalaure, le Ribouloir, le riou des Barges, le riou Nègre, le Moudelou, le Bourliou, le ruisseau des Nauves, la Nauve du Petit Cros, le riou Bernard, et divers petits cours d'eau, qui constituent un réseau hydrographique de 70 km de longueur totale
,.
La Dronne, d'une longueur totale de 200,56 km, prend sa source dans la Haute-Vienne dans la commune de Bussière-Galant et se jette en rive droite de l'Isle — dont elle est le principal affluent — à Coutras en Gironde, au lieu-dit la Fourchée, face à la commune de Sablons,. Elle borde le territoire communal au nord sur plus de deux kilomètres et demi, face à la commune de Bonnes en Charente.
La Rizonne, d'une longueur totale de 26,73 km, prend sa source dans la commune de Saint-Vincent-de-Connezac et se jette dans la Dronne en rive gauche en limite de Saint Aulaye-Puymangou et de Bonnes, un kilomètre et demi au nord du centre bourg de Saint-Aulaye,. Elle borde la commune au nord-est sur plus de six kilomètres, face à Saint-Vincent-Jalmoutiers, Saint Privat en Périgord et Bonnes.
Le Chalaure, d'une longueur totale de 19,83 km, prend sa source dans le sud de la commune, au lieu-dit Bois de Salamou, et se jette dans la Dronne en rive gauche en Gironde, aux Églisottes-et-Chalaures, face à La Barde. Il arrose le territoire communal plus de deux kilomètres dont 600 mètres en limite de La Roche-Chalais.
Trois autres affluents de rive gauche de la Dronne baignent la commune. D’amont vers l’aval :
- le Ribouloir sur près de six kilomètres, prenant sa source dans le sud-ouest du territoire communal, près du lieu-dit la Gravière, et le bordant au nord face à Parcoul-Chenaud sur près de deux kilomètres ;
- le riou des Barges qui prend sa source sur la commune au lieu-dit l'Étang, 300 mètres à l'ouest du petit bourg de Puymangou, et borde le territoire communal sur un kilomètre, face à Parcoul-Chenaud ;
- le riou Nègre qui borde la commune au sud-ouest sur plus d'un kilomètre, face à La Roche-Chalais.

Le Moudelou, affluent de rive gauche de la Rizonne, traverse le territoire communal du sud au nord-est sur plus de neuf kilomètres dont deux kilomètres et demi face à Servanches.
Affluent de rive gauche du Ribouloir, le Bourliou prend sa source sur la commune, au lieu-dit Jonc Blanc, et marque la limite territoriale au nord-ouest sur plus d'un kilomètre, face à Parcoul-Chenaud.
Affluent de rive droite du riou Nègre, le ruisseau des Nauves arrose le sud-ouest du territoire communal sur deux kilomètres et demi.
Affluent de rive droite du Moudelou, la Nauve du Petit Cros arrose l'est de la commune sur deux kilomètres et demi dont un kilomètre et demi en limite de Saint-Vincent-Jalmoutiers.
Affluent de rive gauche du Moudelou, le riou Bernard (ou ruisseau Bernard) prend sa source près du lieu-dit Motte Rouge, dans le sud du territoire communal qu'il baigne sur trois kilomètres.

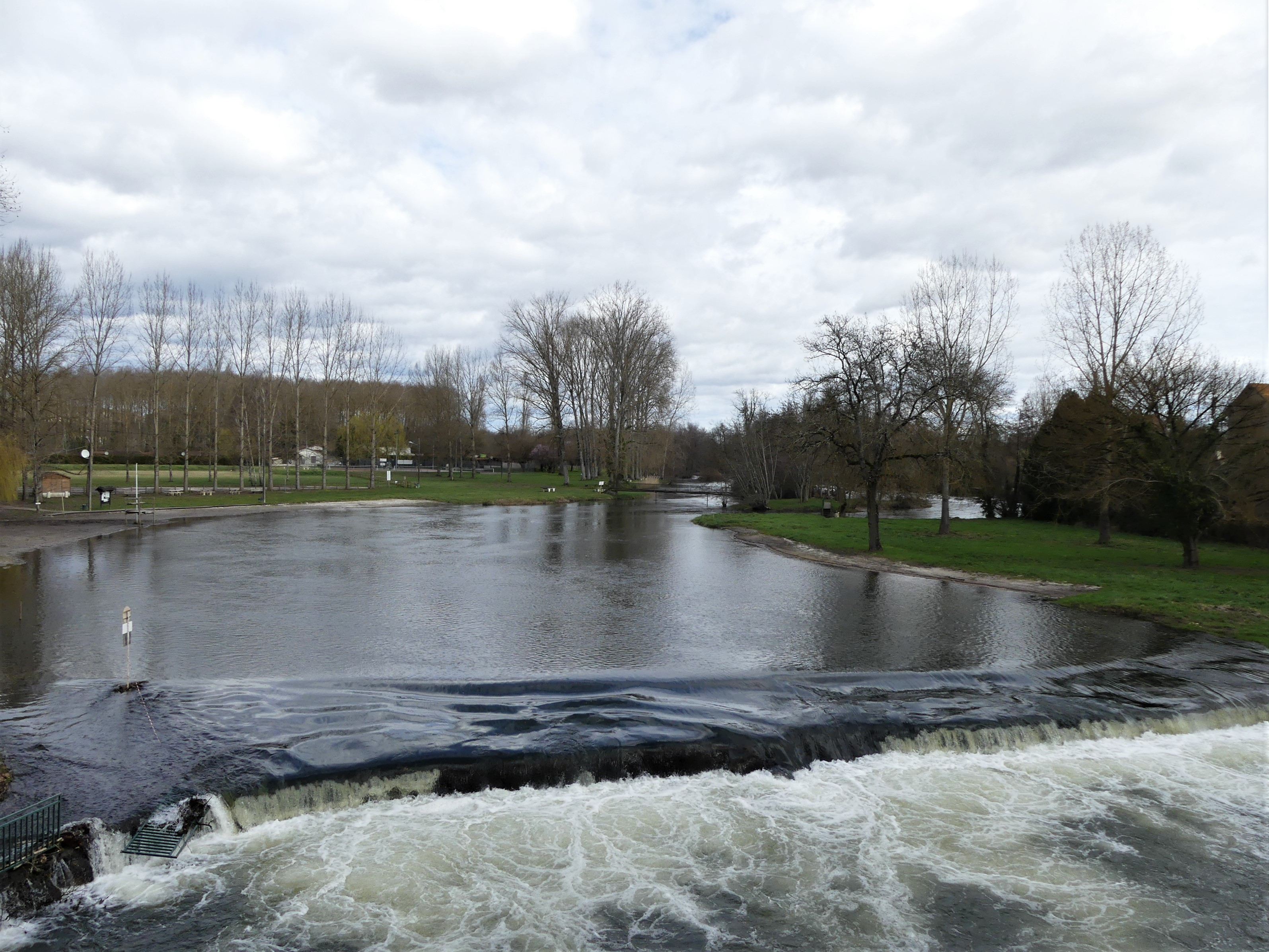
La Dronne à Saint-Aulaye au pont de la RD 38.
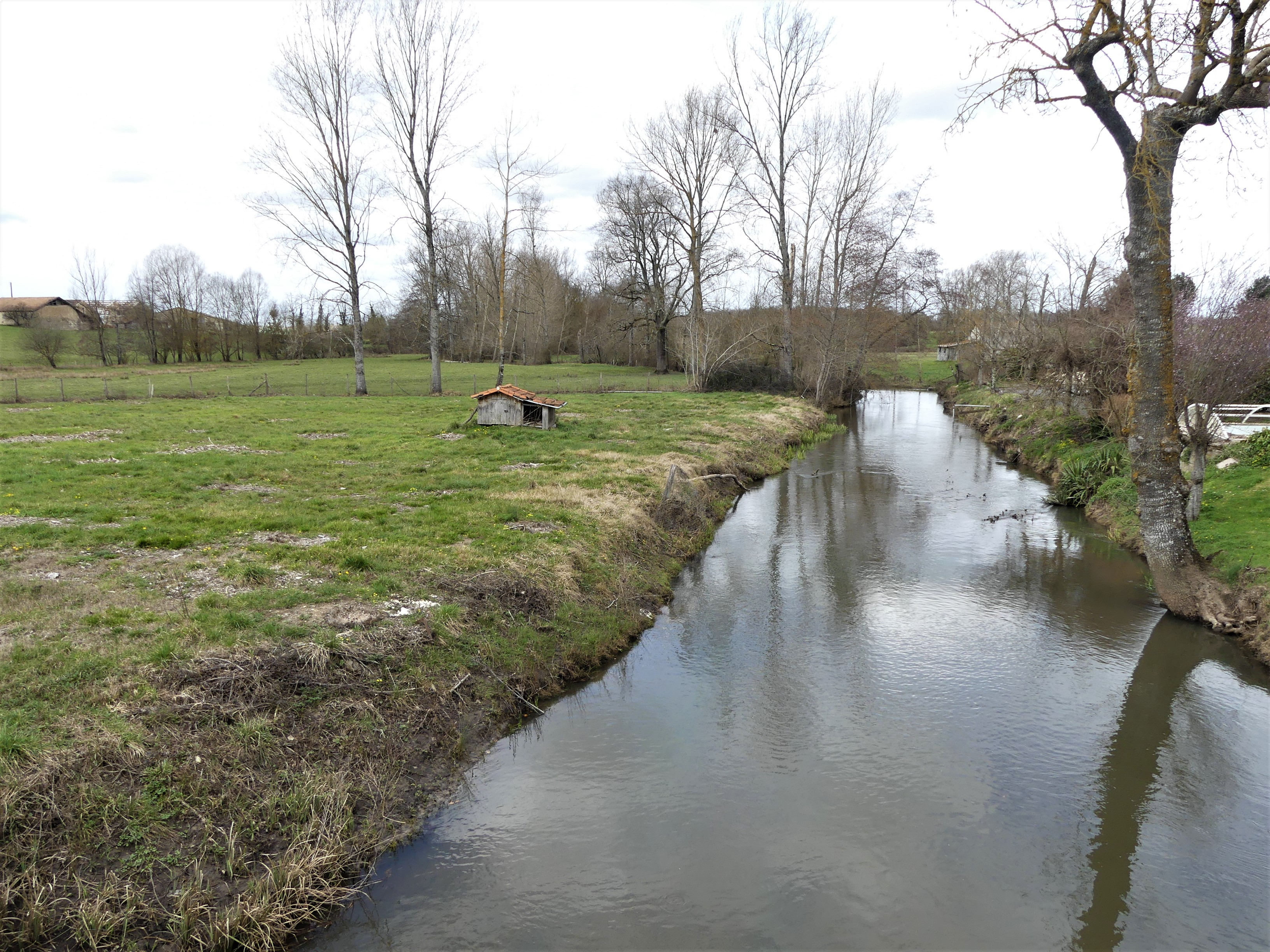
La Rizonne au pont de la RD 5, en limite de Saint-Aulaye à gauche et Saint-Privat-des-Prés.
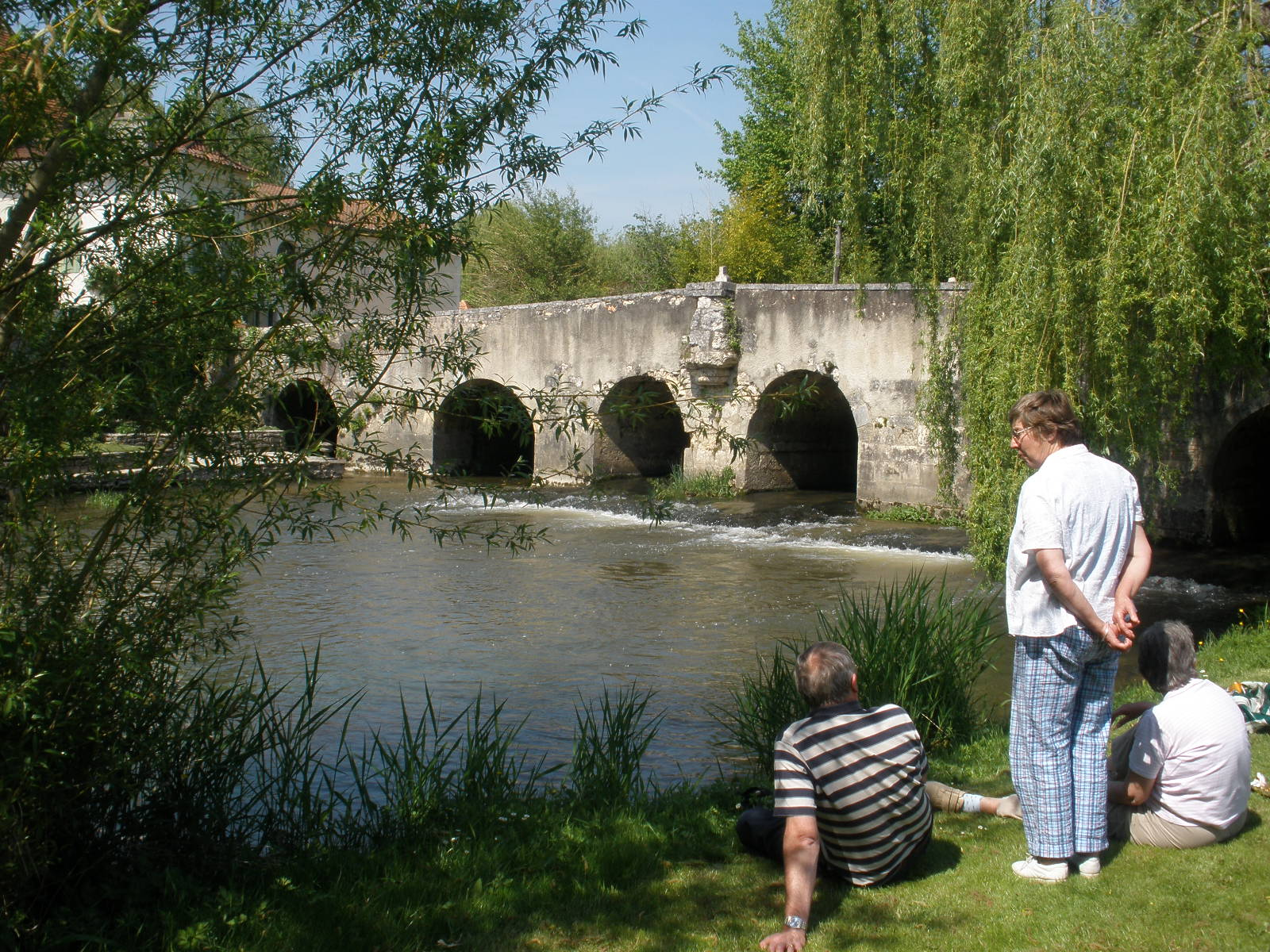
Le pont médiéval de Saint-Aulaye sur la Rizonne.
Réseaux hydrographique et routier de Saint Aulaye-Puymangou.

#### Gestion et qualité des eaux
Le territoire communal est couvert par le schéma d'aménagement et de gestion des eaux (SAGE) « Isle - Dronne ». Ce document de planification, dont le territoire regroupe les bassins versants de l'Isle et de la Dronne, d'une superficie de 7 500 km2, a été approuvé le 2 août 2021. La structure porteuse de l'élaboration et de la mise en œuvre est l'établissement public territorial de bassin de la Dordogne (EPIDOR). Il définit sur son territoire les objectifs généraux d’utilisation, de mise en valeur et de protection quantitative et qualitative des ressources en eau superficielle et souterraine, en respect des objectifs de qualité définis dans le troisième SDAGE  du Bassin Adour-Garonne qui couvre la période 2022-2027, approuvé le 10 mars 2022.
La qualité des eaux de baignade et des cours d’eau peut être consultée sur un site dédié géré par les agences de l’eau et l’Agence française pour la biodiversité.

### Climat
Pour des articles plus généraux, voir Climat de la Nouvelle-Aquitaine et Climat de la Dordogne.
Historiquement, la commune est exposée à un climat océanique aquitain.  
En 2020, Météo-France publie une typologie des climats de la France métropolitaine dans laquelle la commune est exposée à un climat océanique et est dans la région climatique Aquitaine, Gascogne, caractérisée par une pluviométrie abondante au printemps, modérée en automne, un faible ensoleillement au printemps, un été chaud (19,5 °C), des vents faibles, des brouillards fréquents en automne et en hiver et des orages fréquents en été (15 à 20 jours).
Pour la période 1971-2000, la température annuelle moyenne est de 12,6 °C, avec  une amplitude thermique annuelle de 14,6 °C. Le cumul annuel moyen de précipitations est de 874 mm, avec 10,9 jours de précipitations en janvier et 6,8 jours en juillet. Pour la période 1991-2020, la température moyenne annuelle observée sur la station météorologique installée sur la commune est de 13,0 °C et le cumul annuel moyen de précipitations est de 854,8 mm,. Pour l'avenir, les paramètres climatiques de la commune estimés pour 2050 selon différents scénarios d’émission de gaz à effet de serre sont consultables sur un site dédié publié par Météo-France en novembre 2022.
| Mois                                  | jan.             | fév.           | mars           | avril         | mai             | juin          | jui.           | août          | sep.            | oct.          | nov.            | déc.         | année      |
| ------------------------------------- | ---------------- | -------------- | -------------- | ------------- | --------------- | ------------- | -------------- | ------------- | --------------- | ------------- | --------------- | ------------ | ---------- |
| Température minimale moyenne (°C)     | 1,8              | 1,2            | 3,3            | 5,4           | 9,1             | 12,3          | 13,7           | 13,4          | 10,4            | 8,2           | 4,6             | 2,2          | 7,1        |
| Température moyenne (°C)              | 5,8              | 6,4            | 9,4            | 11,9          | 15,6            | 18,9          | 20,7           | 20,7          | 17,4            | 13,9          | 9,2             | 6,3          | 13         |
| Température maximale moyenne (°C)     | 9,8              | 11,7           | 15,6           | 18,4          | 22,2            | 25,6          | 27,7           | 27,9          | 24,4            | 19,6          | 13,7            | 10,3         | 18,9       |
| Record de froid (°C) date du record   | −20,6 17.01.1987 | −17 08.02.1991 | −12,5 01.03.05 | −4,5 07.04.21 | −1,9 10.05.1982 | 1 01.06.06    | 4,9 05.07.1984 | 2 30.08.1986  | −0,1 21.09.1977 | −6 30.10.1997 | −9,5 18.11.07   | −11 24.12.01 | −20,6 1987 |
| Record de chaleur (°C) date du record | 18,2 13.01.1993  | 25 27.02.19    | 28 19.03.05    | 31 30.04.05   | 34,1 16.05.1992 | 38,5 27.06.19 | 41 23.07.19    | 41,5 07.08.20 | 38 03.09.05     | 31,5 02.10.11 | 25,6 04.11.1973 | 19 08.12.10  | 41,5 2020  |
| Précipitations (mm)                   | 79,1             | 62             | 60,4           | 78,5          | 66,9            | 71,8          | 47,6           | 61,3          | 68,5            | 74,9          | 92,2            | 91,6         | 854,8      |

## Urbanisme

### Typologie
Au 1er janvier 2024, Saint Aulaye-Puymangou est catégorisée bourg rural, selon la nouvelle grille communale de densité à 7 niveaux définie par l'Insee en 2022.
Elle est située hors unité urbaine et hors attraction des villes,.

### Villages, hameaux et lieux-dits
Outre les bourgs de Puymangou et de Saint-Aulaye proprement dits, le territoire se compose d'autres villages ou hameaux, ainsi que de lieux-dits détaillés sur cet article et celui-ci.

### Prévention des risques
Le territoire de la commune de Saint Aulaye-Puymangou est vulnérable à différents aléas naturels : météorologiques (tempête, orage, neige, grand froid, canicule ou sécheresse), inondations, feux de forêts, mouvements de terrains et séisme (sismicité faible). Un site publié par le BRGM permet d'évaluer simplement et rapidement les risques d'un bien localisé soit par son adresse soit par le numéro de sa parcelle.
Certaines parties du territoire communal sont susceptibles d’être affectées par le risque d’inondation par débordement de cours d'eau, notamment la Dronne, la Rizonne et le Chalaure. La commune a été reconnue en état de catastrophe naturelle au titre des dommages causés par les inondations et coulées de boue survenues en 1982, 1983, 1987, 1988, 1992, 1993 et 1999,.
Saint Aulaye-Puymangou est exposée au risque de feu de forêt. L’arrêté préfectoral du 14 mars 2013 fixe les conditions de pratique des incinérations et de brûlage dans un objectif de réduire le risque de départs d’incendie. À ce titre, des périodes sont déterminées : interdiction totale du 15 février au 15 mai et du 15 juin au 15 octobre, utilisation réglementée du 16 mai au 14 juin et du 16 octobre au 14 février. En septembre 2020, un plan inter-départemental de protection des forêts contre les incendies (PidPFCI) a été adopté pour la période 2019-2029,.

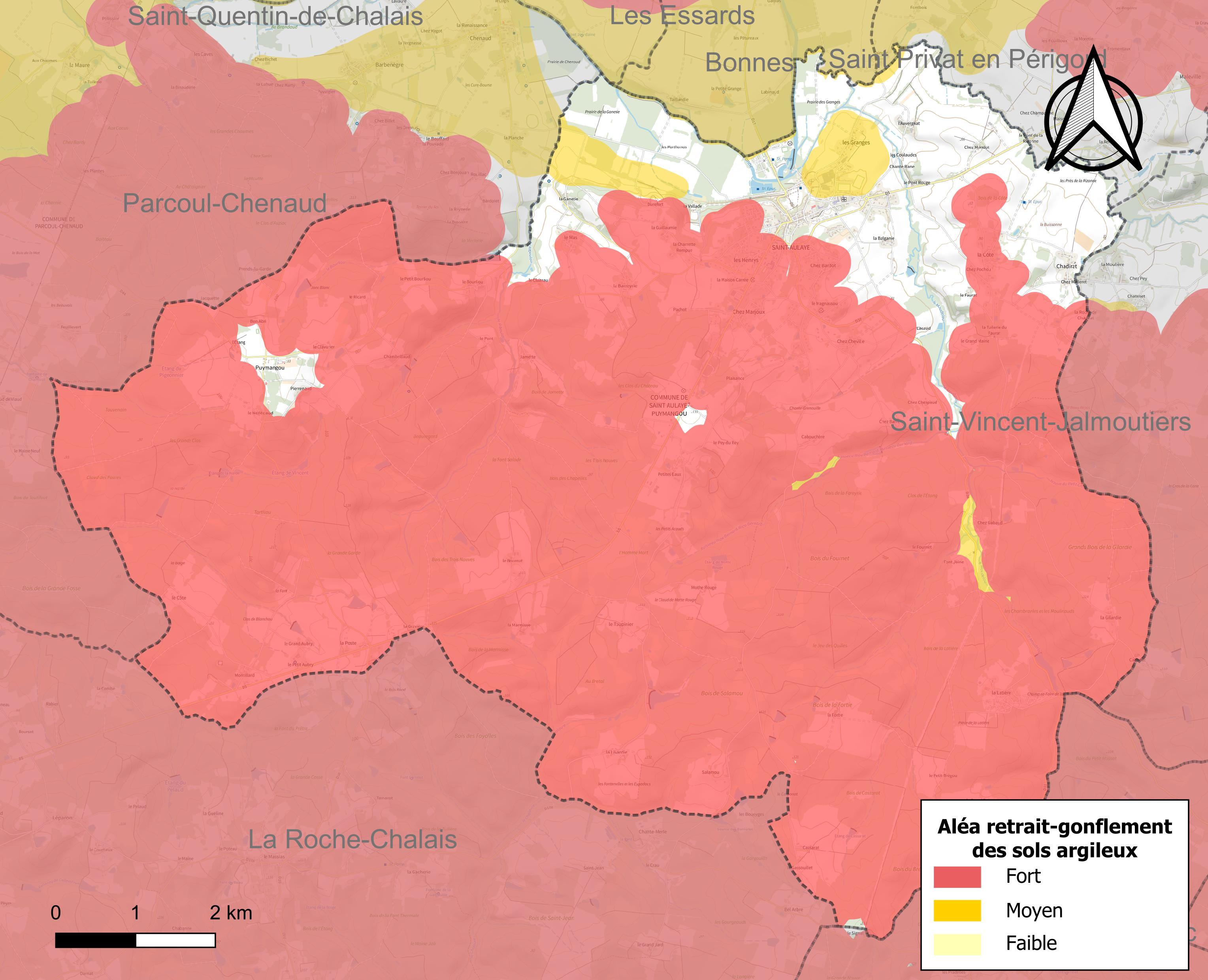
Carte des zones d'aléa retrait-gonflement des sols argileux de Saint Aulaye-Puymangou.

Les mouvements de terrains susceptibles de se produire sur la commune sont des tassements différentiels. Le retrait-gonflement des sols argileux est susceptible d'engendrer des dommages importants aux bâtiments en cas d’alternance de périodes de sécheresse et de pluie. 87,3 % de la superficie communale est en aléa moyen ou fort (58,6 % au niveau départemental et 48,5 % au niveau national métropolitain). Depuis le 1er octobre 2020, en application de la loi ÉLAN, différentes contraintes s'imposent aux vendeurs, maîtres d'ouvrages ou constructeurs de biens situés dans une zone classée en aléa moyen ou fort,.
La commune a été reconnue en état de catastrophe naturelle au titre des dommages causés par la sécheresse en 1989, 1992, 1995, 1997 et 2003 et par des mouvements de terrain en 1999.

## Histoire
La création de la nouvelle commune, entérinée par l'arrêté du 14 décembre 2015, est effective le 1er janvier 2016, entraînant la transformation des deux anciennes communes, Puymangou et Saint-Aulaye, en communes déléguées.

## Politique et administration

### Rattachements administratifs et électoraux
La commune de Saint Aulaye-Puymangou dépend de l'arrondissement de Périgueux.
Sur le plan électoral, elle dépend du canton de Montpon-Ménestérol et de la 3e circonscription législative.

### Intercommunalité
À sa création en 2016, elle fait partie de la communauté de communes du Pays de Saint-Aulaye.

### Administration municipale
Pendant une période courant jusqu'au prochain renouvellement des conseils municipaux (prévu en 2020), le conseil municipal de la nouvelle commune est constitué de l'ensemble des conseillers municipaux des deux anciennes communes (sept pour Puymangou et quinze pour Saint-Aulaye, soit un total de vingt-deux). Le maire de la nouvelle commune est élu début 2016. Les maires des deux anciennes communes deviennent maires délégués.
La population de la commune étant comprise entre 500 et 1 499 habitants au recensement de 2017, quinze conseillers municipaux auraient dû être élus en 2020. Cependant, s'agissant du premier renouvellement du conseil municipal d'une commune nouvelle, le nombre de conseillers élus est celui de la strate supérieure, soit dix-neuf.

### Communes déléguées
| Nom                  | Code Insee | Intercommunalité           | Superficie (km2) | Population (dernière pop. légale) | Densité (hab./km2) |
| -------------------- | ---------- | -------------------------- | ---------------- | --------------------------------- | ------------------ |
| Saint-Aulaye (siège) | 24376      | CC du Pays de Saint Aulaye | 34,71            | 1 368 (2015)                      | 39                 |
| Puymangou            | 24343      | CC du Pays de Saint Aulaye | 11,29            | 80 (2015)                         | 7,1                |

### Liste des maires
| Période                          | Période  | Identité            | Étiquette | Qualité           |
| -------------------------------- | -------- | ------------------- | --------- | ----------------- |
| janvier 2016 (réélu en mai 2020) | En cours | Yannick Lagrenaudie | PS        | Directeur d'école |

### Jumelages

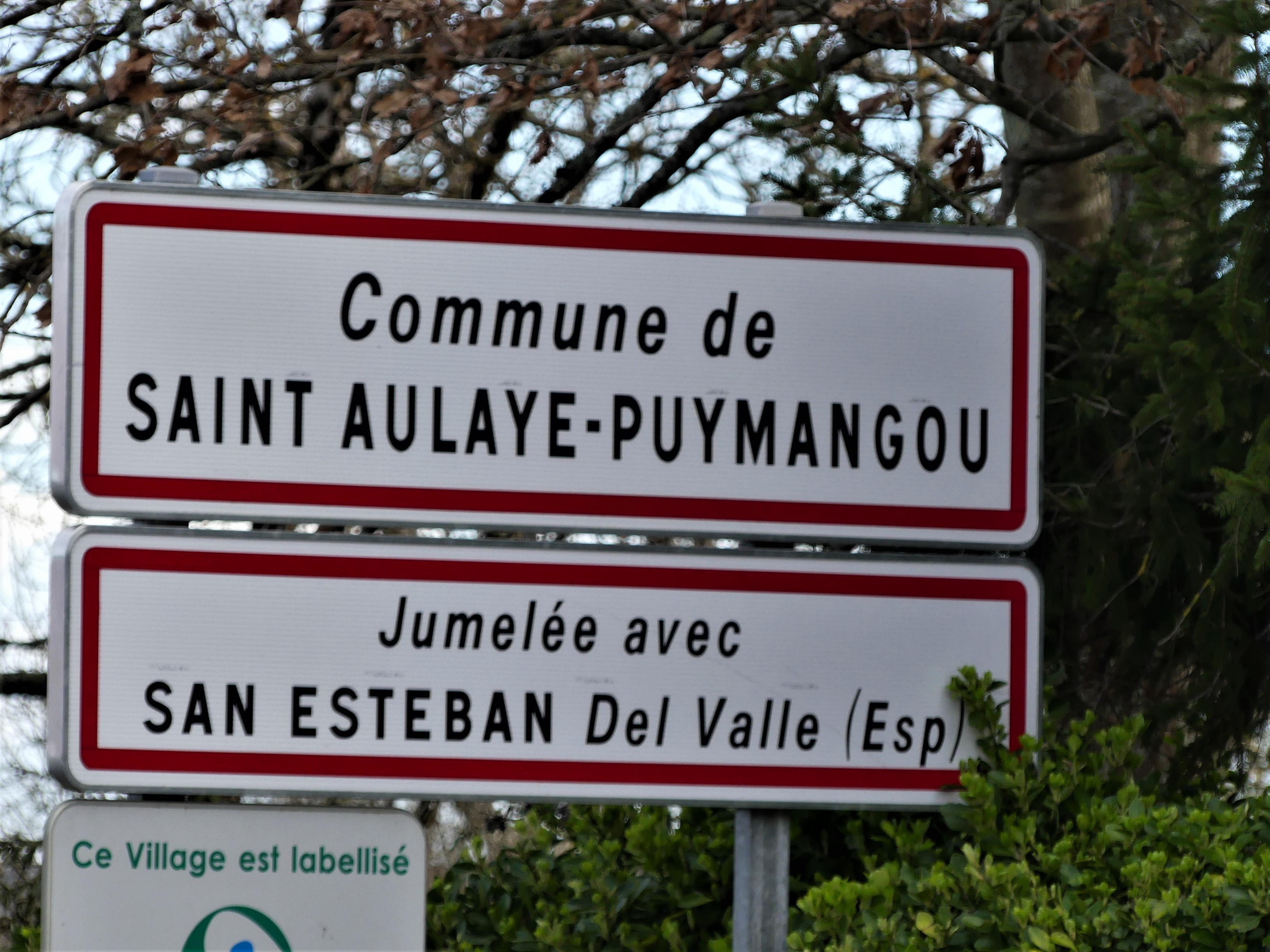
Panneau de jumelage de Saint Aulaye-Puymangou.

- San Esteban del Valle (Espagne)

### Politique environnementale
Dans son palmarès 2024, le Conseil national de villes et villages fleuris de France a attribué trois fleurs à la commune.

## Équipements et services publics

### Justice
Dans le domaine judiciaire, Saint Aulaye-Puymangou relève : 
- du tribunal judiciaire, du tribunal pour enfants, du conseil de prud'hommes et du tribunal de commerce de Périgueux ;
- du pôle Nationalité du tribunal judiciaire de Périgueux (compétent uniquement dans le domaine de la nationalité) ;
- de la cour d'appel, du tribunal administratif et de la cour administrative d'appel de Bordeaux.

## Population et société

### Démographie
Les habitants de la commune ont conservé leurs gentilés d'origine : « Eulaliens » et « Pechmangoriens ».
L'évolution du nombre d'habitants est connue à travers les recensements de la population effectués dans la commune depuis sa création.

En 2022, la commune comptait 1 432 habitants, en évolution de −0,62 % par rapport à 2016 (Dordogne : +0,37 %, France hors Mayotte : +2,11 %).
| 2016  | 2017  | 2018  | 2022  |
| ----- | ----- | ----- | ----- |
| 1 441 | 1 434 | 1 427 | 1 432 |

### Sports
- Dans le cadre des Jeux olympiques de Paris 2024, la flamme olympique passe par six communes du département de la Dordogne le 22 mai 2024, notamment à Saint-Aulaye[52].

## Économie
Le territoire de la commune fait partie de l'AOC cognac, dans les Bois Ordinaires. La commune de Saint-Aulaye a fait planter en 1999 des vignes sur un hectare et demi de cépage colombar dont les premières bouteilles de cognac — la cuvée 2015 — sont commercialisées en mai 2019. D'abord versé dans des fûts de chêne de la forêt de la Double entreposés dans une tour du château de Saint-Aulaye, ce cognac achève son vieillissement dans des fûts de monbazillac.

### Emploi
En  2016, parmi la population communale comprise entre 15 et 64 ans, les actifs représentaient 502 personnes, soit 34,8 % de la population municipale. Il y avait 69 chômeurs, soit un taux de chômage de cette population active de 13,6 %.

### Établissements
Au 31 décembre 2015, il y avait 171 établissements, dont 90 au niveau des commerces, transports ou services, trente-huit relatifs au secteur administratif, à l'enseignement, à la santé ou à l'action sociale, dix-neuf dans l'agriculture, la sylviculture ou la pêche, quinze dans la construction, et neuf dans l'industrie.

### Entreprises
Tous secteurs confondus parmi les cinquante premières entreprises de la Dordogne, la société Céraquitaine (fabrication de céramique), implantée à Saint Aulaye-Puymangou, se classe 31e quant au chiffre d'affaires à l'exportation en 2015-2016, avec 1 434 k€.

## Culture locale et patrimoine

### Lieux et monuments
- Remparts de la bastide du XIIIe siècle, la plus au nord du Périgord. Le 29 janvier 2014, après une période de pluies intenses, ces remparts, hauts de quinze mètres, se sont écroulés sur une trentaine de mètres de longueur[59].
- Église romane Sainte-Eulalie de Saint-Aulaye du XIIe siècle, inscrite aux monuments historiques depuis 1946[60],[61].
- Église paroissiale Saint-Étienne de Puymangou était un ancien prieuré fondé en 1083 et rattaché à l'abbaye de Baignes. Elle a été très remaniée par la suite[62].
- Château de Saint-Aulaye, XIIIe et XIXe siècles, et vestiges de ses remparts.
- Château de Puymangou, mentionné en 1676 lors d'un don de Régis Bouchard d'Esparbes d'Aubeterre, Comte de Lussan, c'est vraisemblablement à cette époque que l'ancien manoir de la fin du Moyen Âge a été transformé en une demeure plus vaste. Il a appartenu par la suite à la famille Chapelle de Jumilhac. Il se compose d'un corps central qui intègre, au milieu de sa façade est, les vestiges du manoir primitif. Ce corps est cantonné à l'est de deux tours carrées coiffées de toits en pavillon à tuiles plates. Elles sont percées çà et là de bouches à feu. La plupart des baies s'alignent en travées et présentent des meneaux en bois[63].
- Motte de la Vallade. La motte est située un kilomètre à l'est de Saint-Aulaye, sur la rive gauche de la Dronne, à proximité d'une maison forte à cour fermée. En 1339 est cité Guillaume de La Vallade comme commissaire notaire. Elle fut le siège de seigneurs dès les XIe et XIIe siècles[64].

La motte, qui est située sur une colline de calcaire campanien dont le sommet a été aplani, mesure environ trente mètres de diamètre à la base et vingt-trois mètres à son sommet pour une hauteur d'environ cinq mètres entre le sommet et le fond des fossés. Du côté sud, elle est défendue par un fossé semi-circulaire large de quinze mètres et profond de cinq mètres et par un glacis, et au nord par la très importante dénivellation vers la rivière. À ses pieds sont signalées les bases d'un mur à angle droit qui pourrait correspondre aux fondations d'un ancien bâtiment carré ou d'un mur de soutènement de la motte. Dans le fossé s'ouvre un souterrain.

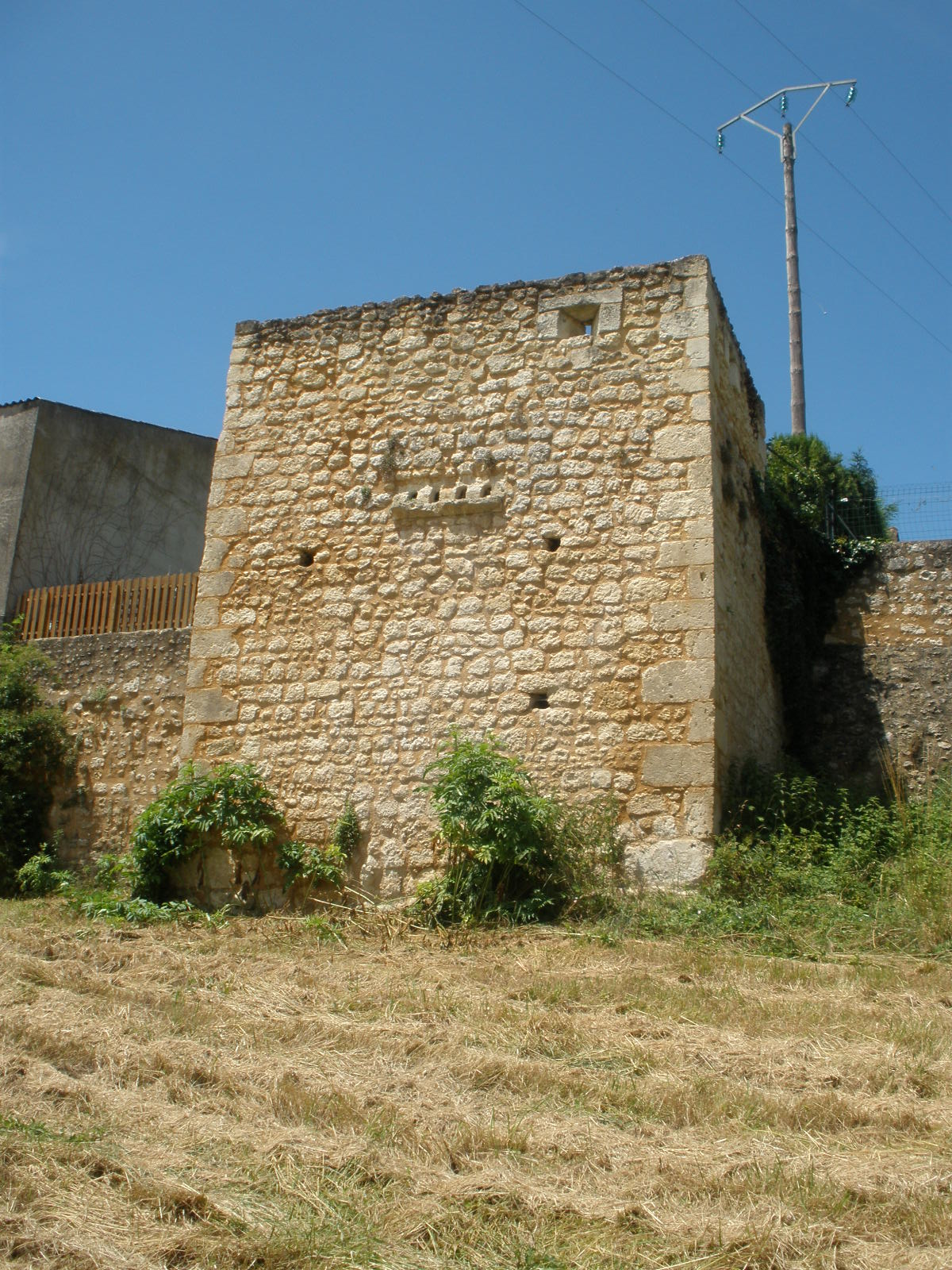
Tour sur les remparts.
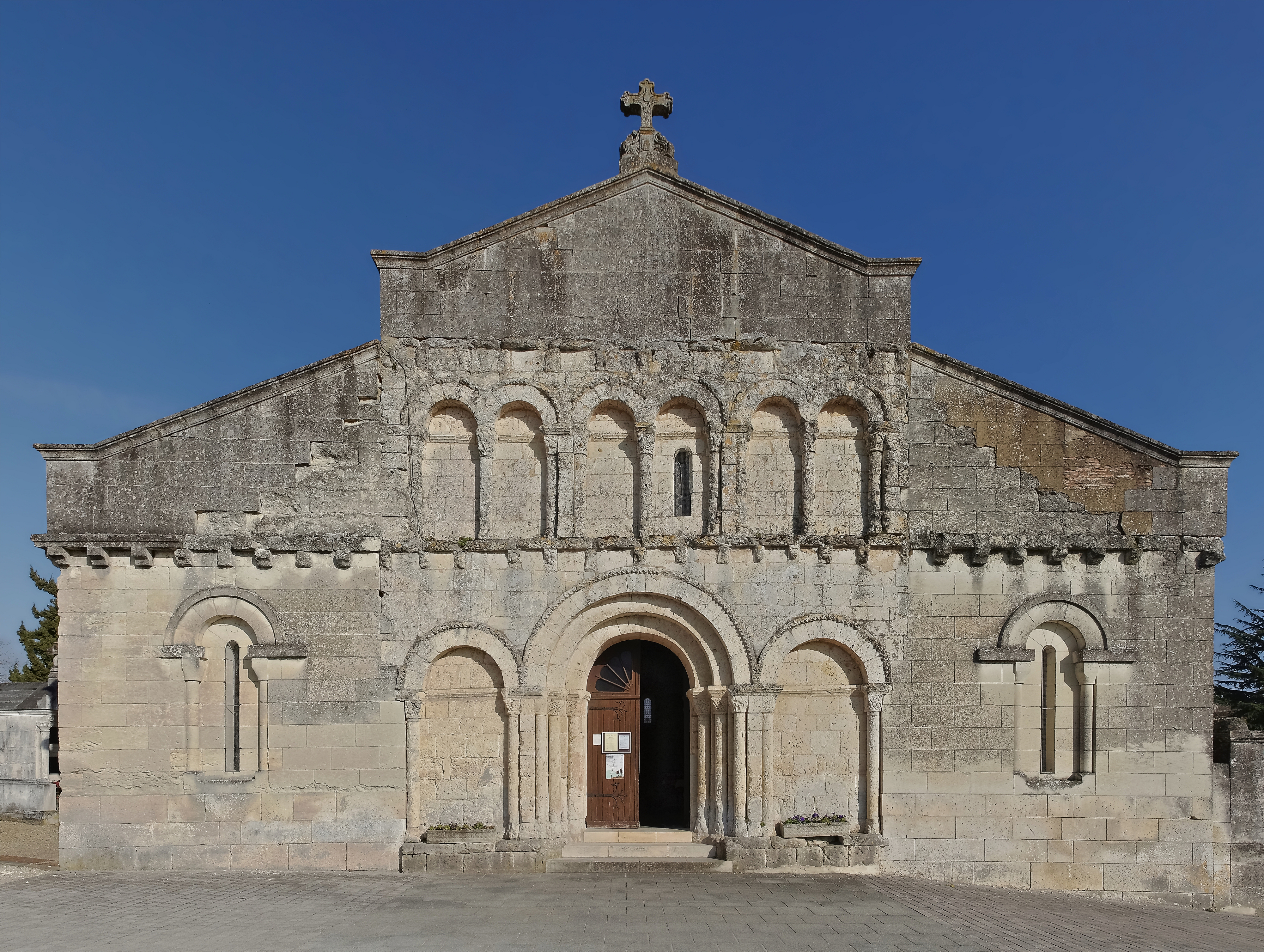
L'église Sainte-Eulalie : façade.
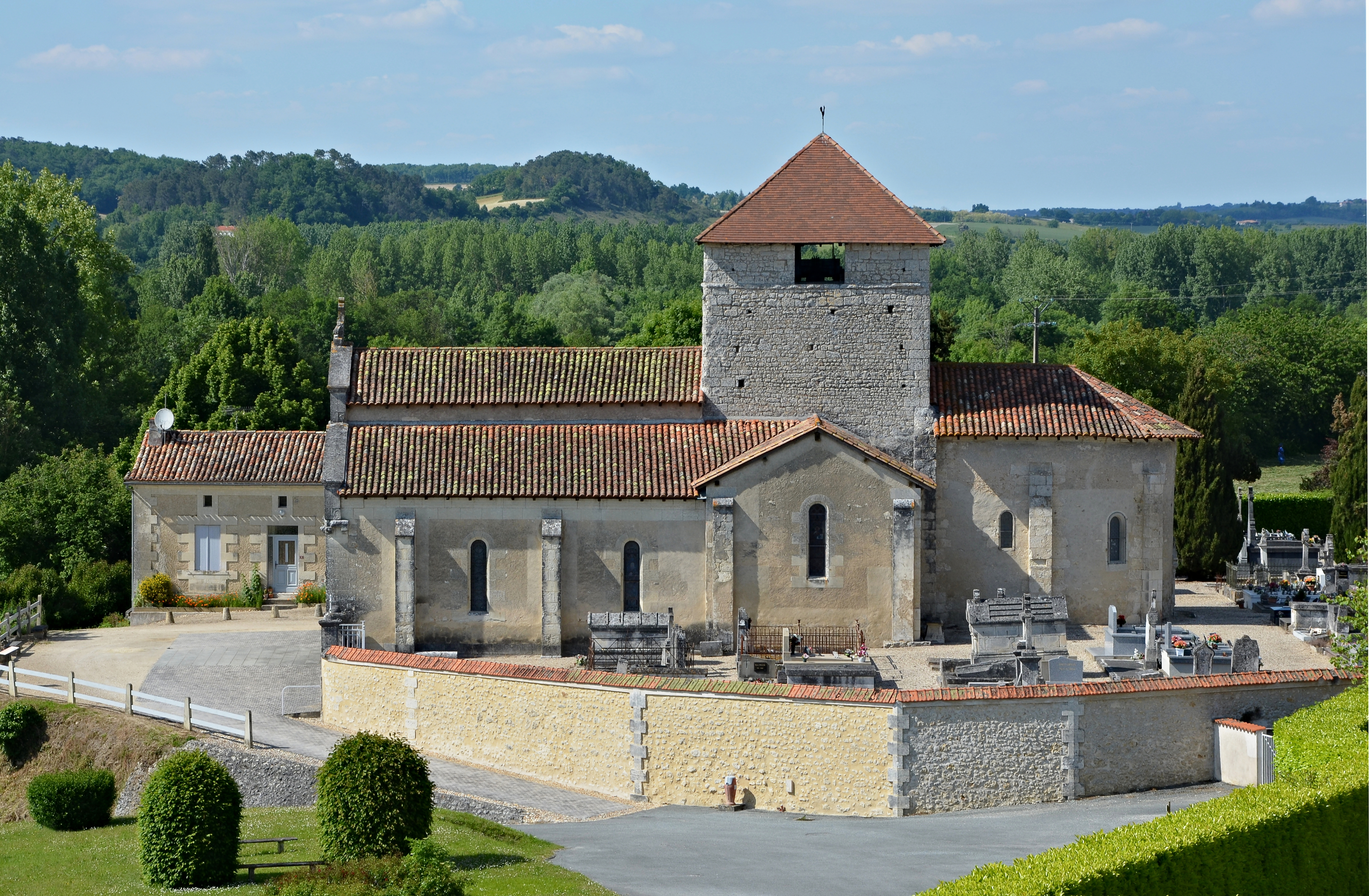
L'église Sainte-Eulalie et le cimetière.
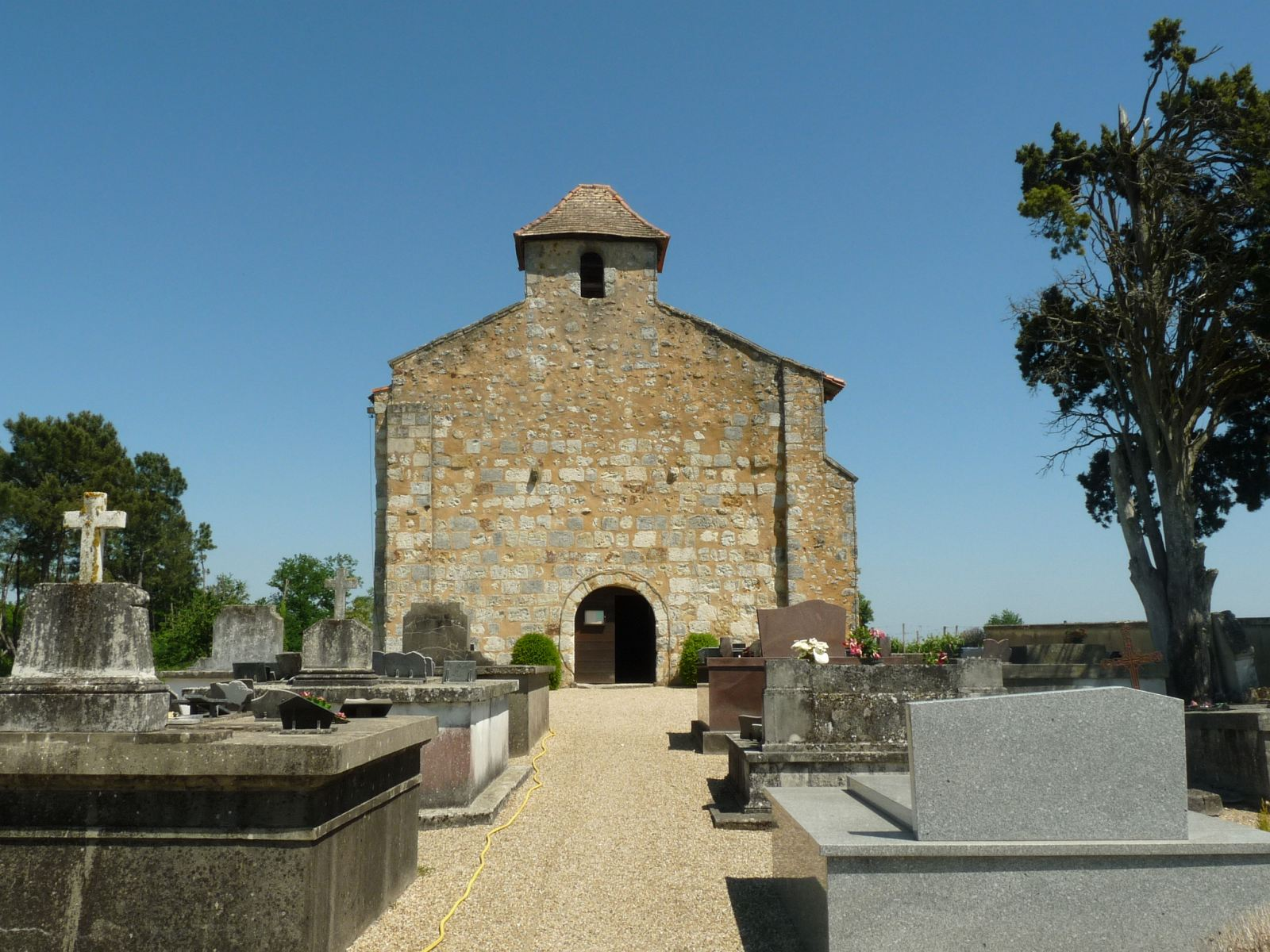
L'église Saint-Étienne - entrée par le cimetière.
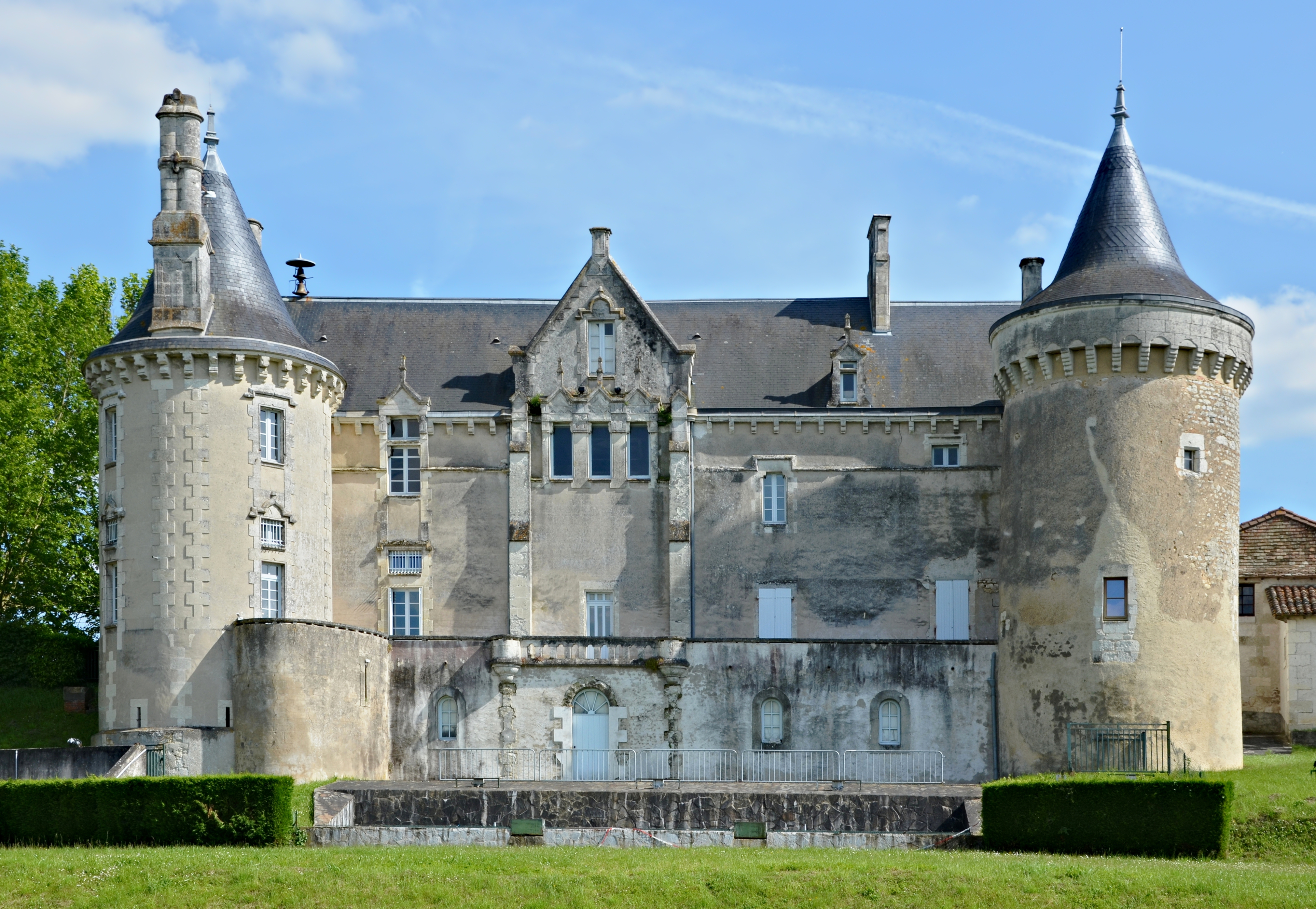
Le château de Saint-Aulaye : façade nord.
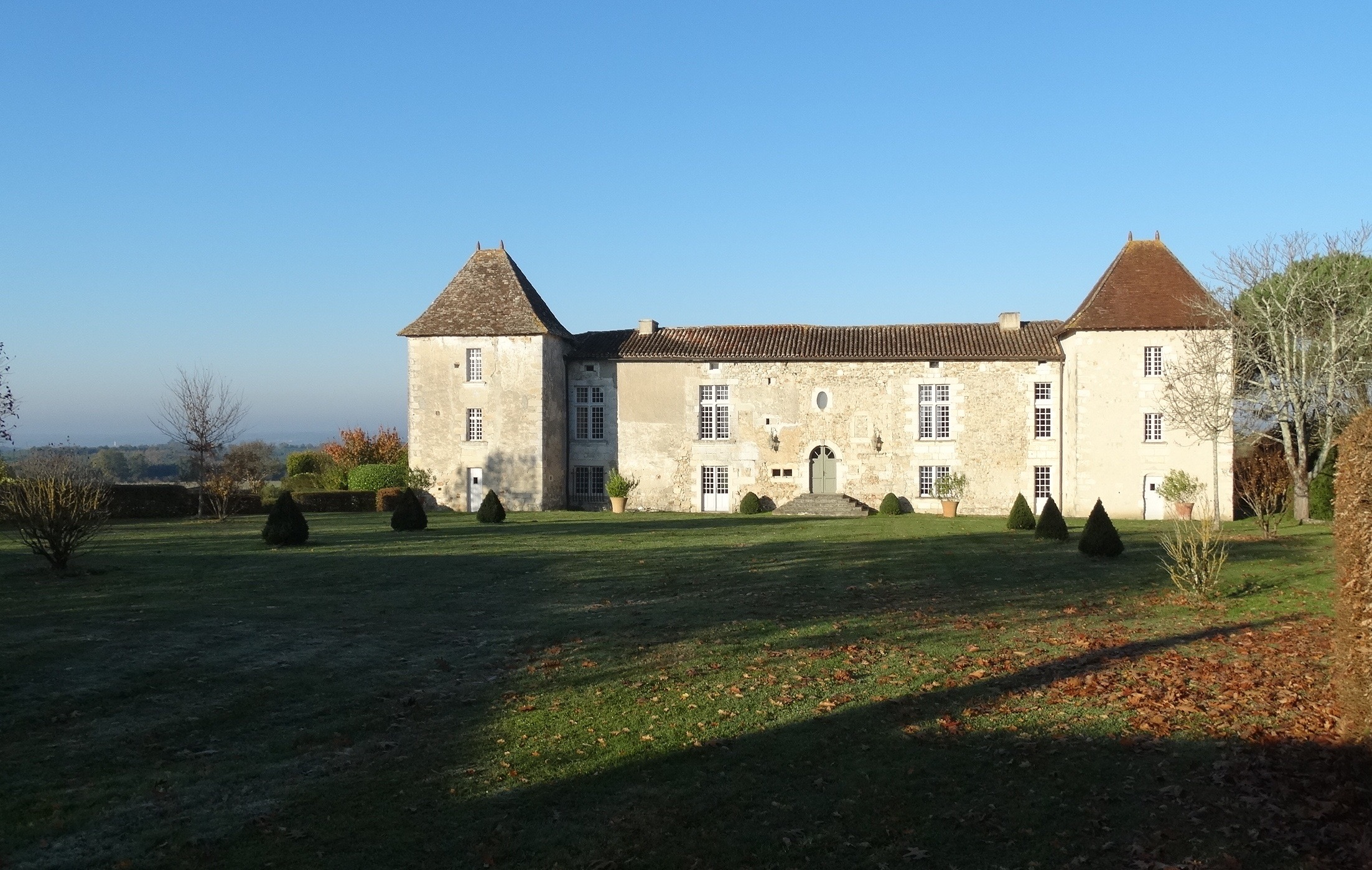
Le château de Puymangou.

- Vieux pont sur la Rizonne[66].
- Musée du cognac.
- Puits et lavoir.
- Maisons de caractère dont la maison doubleaude construite pour la Félibrée du Périgord de 1996 à Saint-Aulaye
- Champ de foire de la Latière.
- Musée du Pastel.

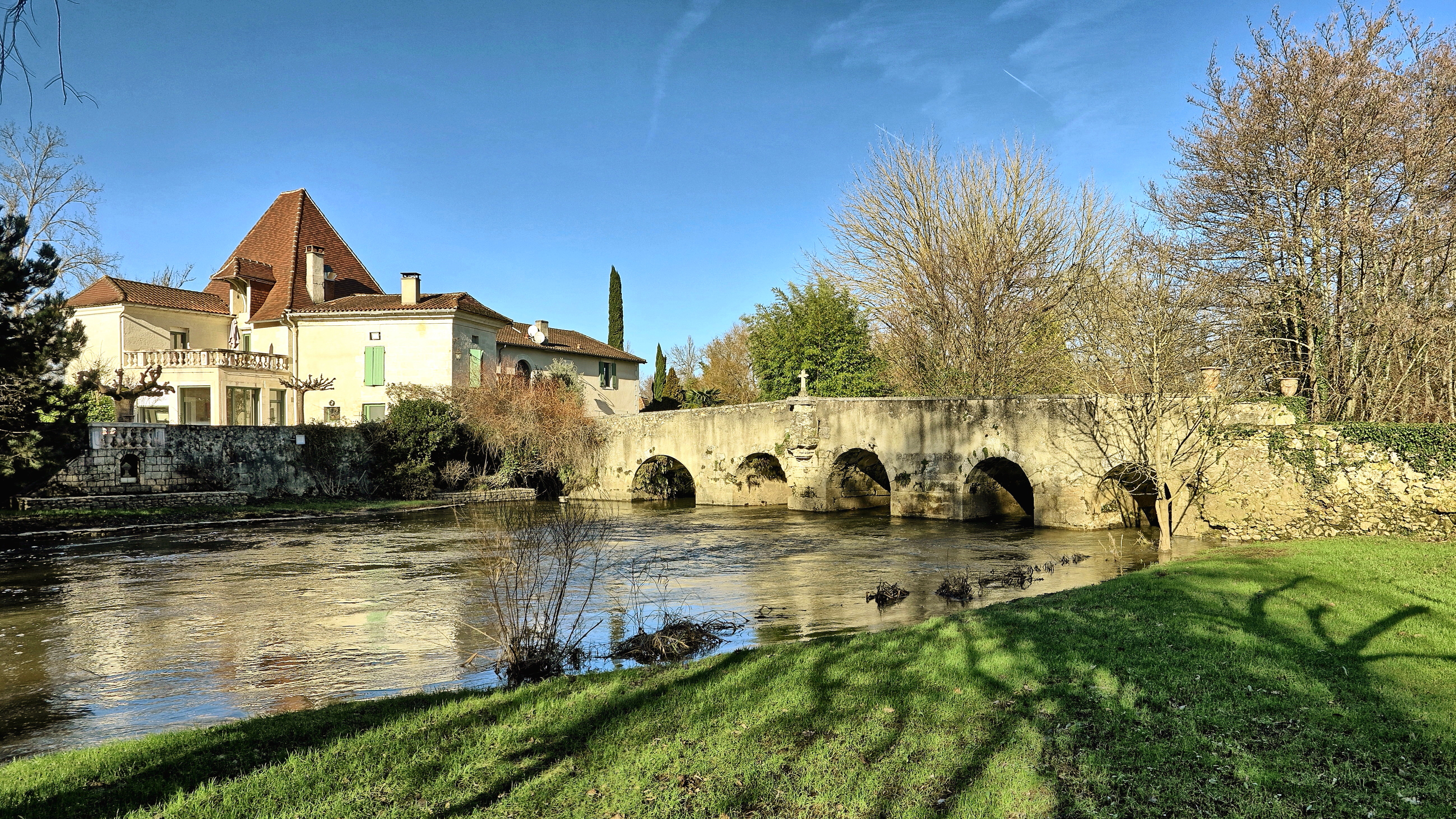
Vieux pont sur la Rizonne.
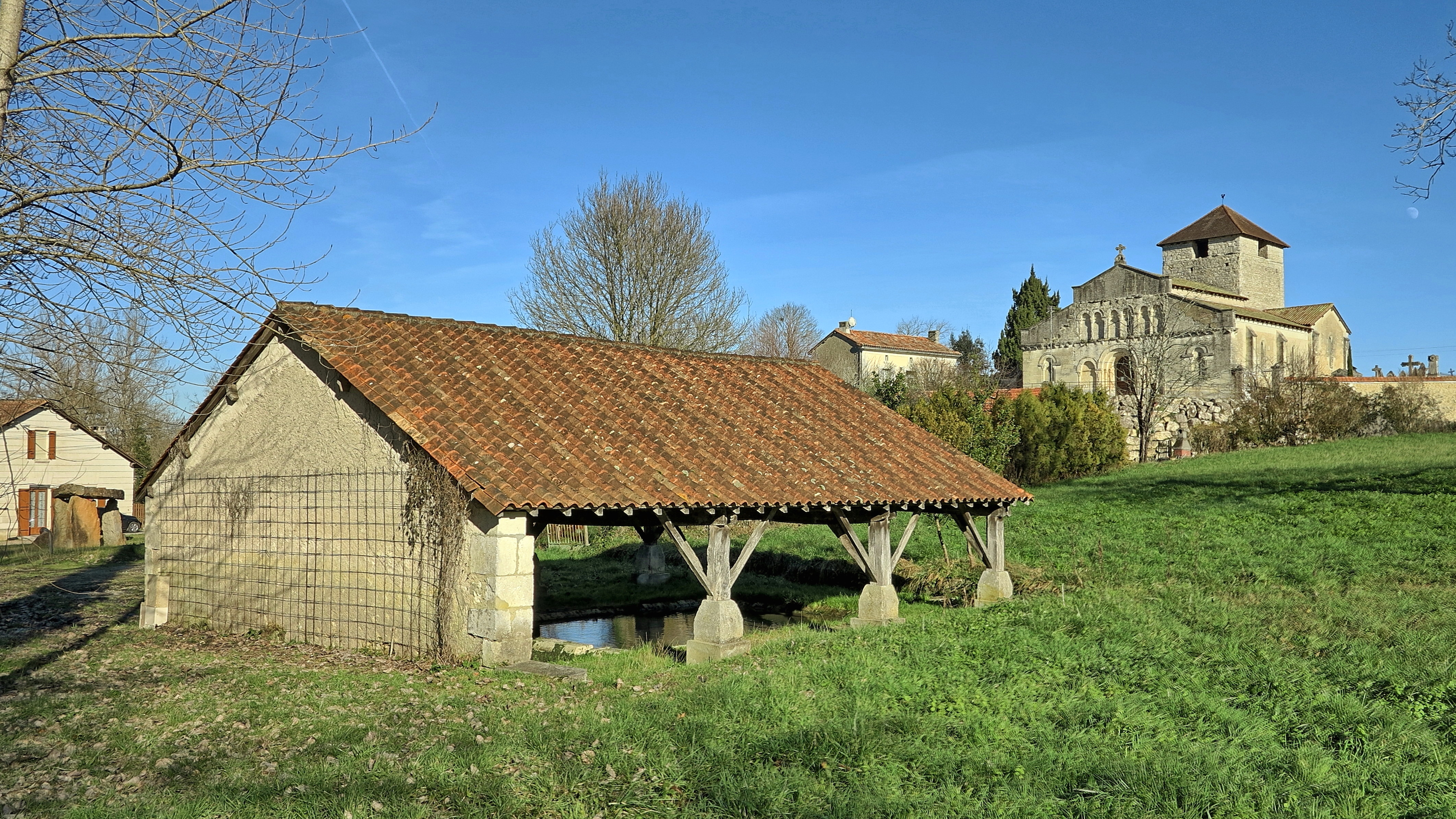
Le lavoir de Saint-Aulaye.
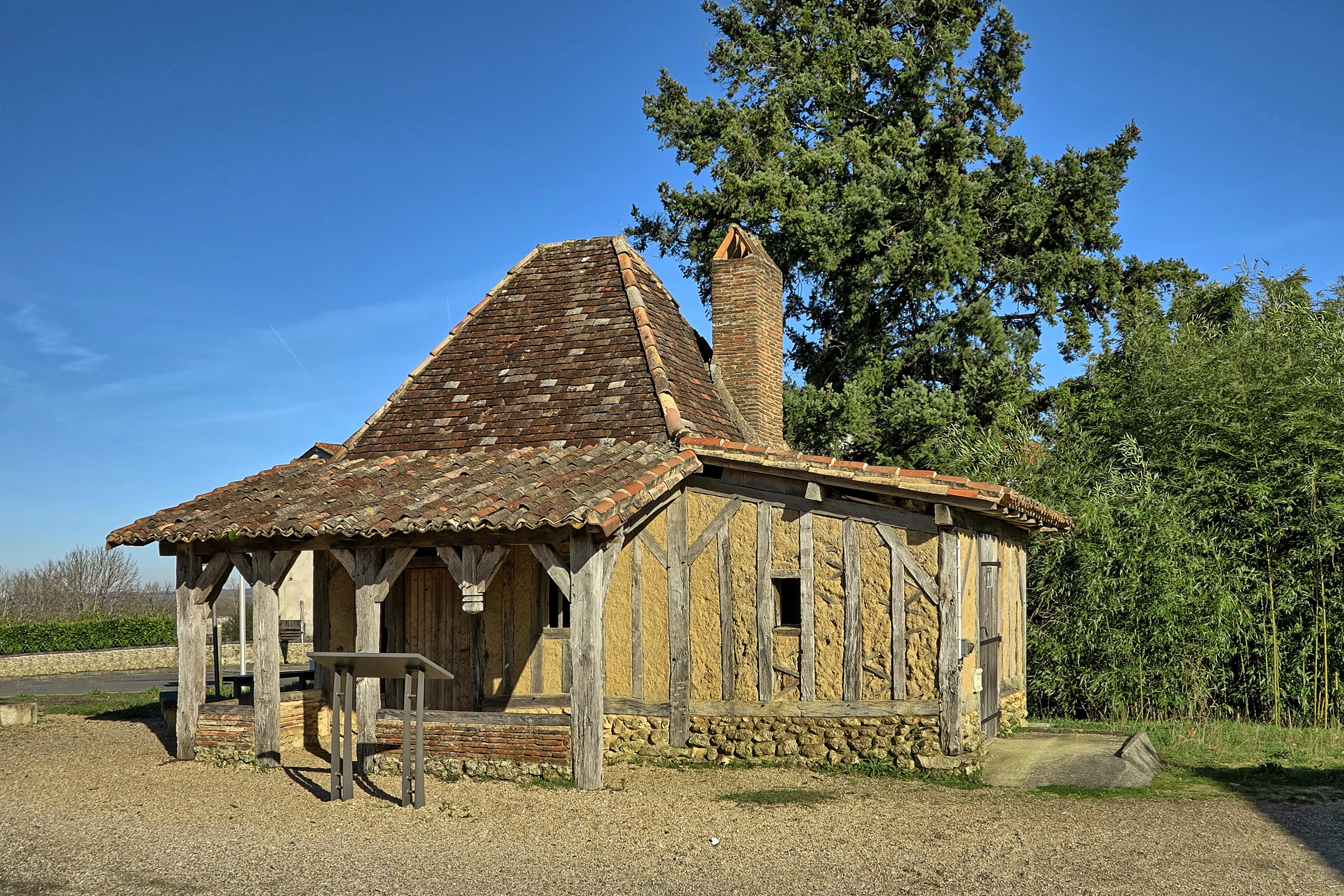
Vieille maison doubleaude.

### Patrimoine naturel
Au nord, dans sa traversée de la commune, la vallée de la Dronne est classée comme zone naturelle d'intérêt écologique, faunistique et floristique (ZNIEFF) de type II,.
Dans le sud du territoire, la partie amont du Chalaure, ainsi que ses affluents, est doublement protégée, par la ZNIEFF de type II des « vallées et étangs de la Double »,, et par le réseau Natura 2000 pour les « vallées de la Double »,. Comme d'autres vallées en forêt de la Double, il s'agit d'un site important pour la conservation d'espèces animales européennes menacées : la loutre d'Europe (Lutra lutra), le vison d'Europe (Mustela lutreola), le chabot fluviatile (Cottus perifretum), la lamproie de Planer (Lampetra planeri), la cistude d'Europe (Emys orbicularis), l'écrevisse à pattes blanches (Austropotamobius pallipes), le cuivré des marais (Lycaena dispar), le damier de la succise (Euphydryas aurinia), le fadet des laîches (Coenonympha oedippus) et le gomphe de Graslin (Gomphus graslinii).
Au sud-est, la partie amont du Moudelou et de ses affluents fait également partie de la ZNIEFF des vallées et étangs de la Double.
Autour du bourg de Saint-Aulaye existent deux sites inscrits pour leur intérêt pittoresque :
- à l'ouest, le château et le domaine de Lavalade (ou la Vallade), sur trente hectares, depuis 1979[73] ;
- au nord, les bords de Dronne au niveau du moulin de Saint-Aulaye, sur neuf hectares, depuis 1961[74].

### Tourisme

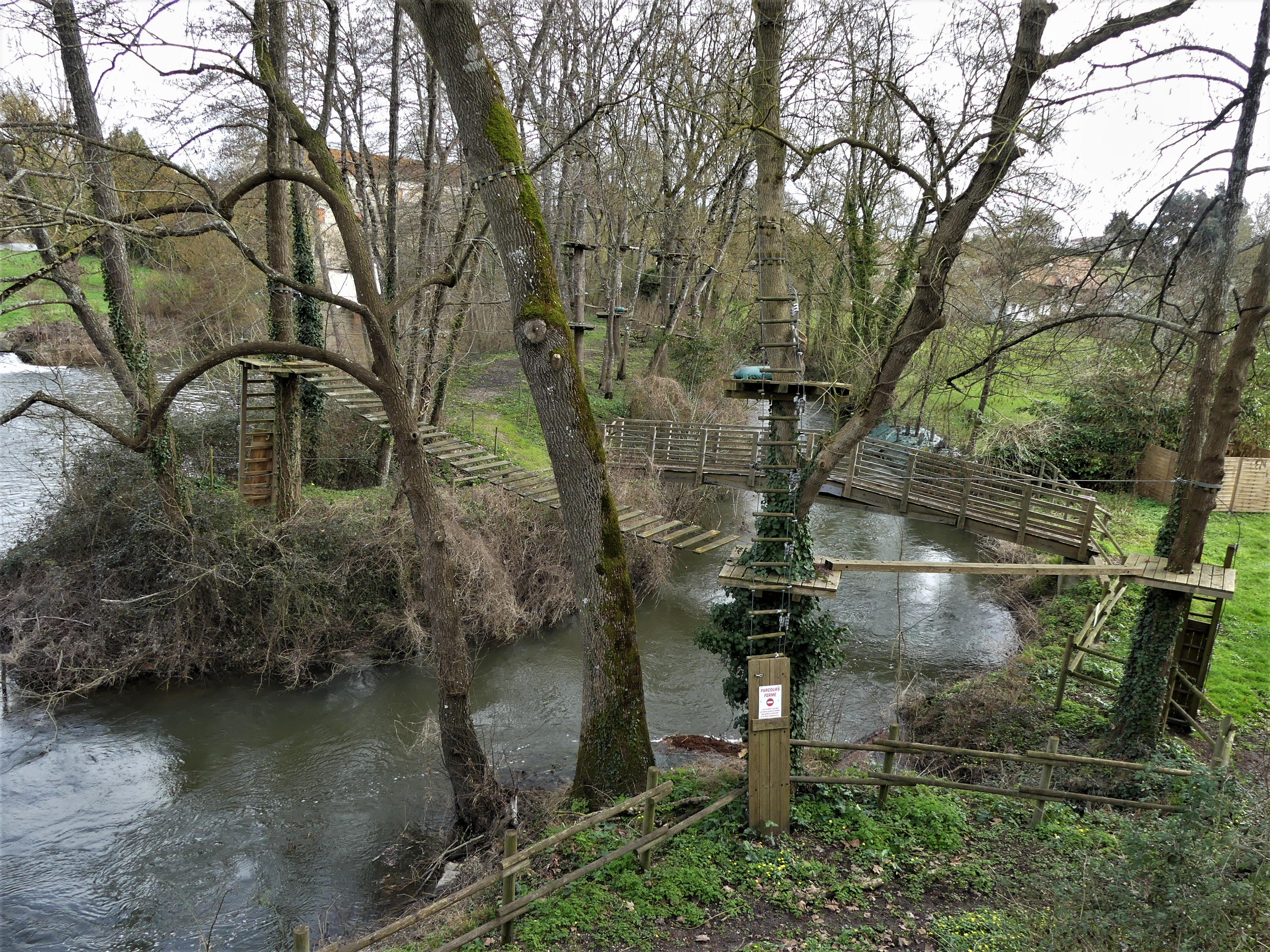
Parcours aventure en bord de Dronne.

Saint-Aulaye est classée Station verte de vacances. Principales infrastructures de loisirs :
- la plage de sable sur les bords de la Dronne l'été ;
- le camping de la plage ;
- des toboggans aquatiques ;
- un mini-golf ;
- des sentiers de randonnée dans la forêt de la Double ;
- un parcours aventure au bord de la Dronne.

### Gastronomie
- Périmètre de l'AOC Cognac.
- Foie gras.
- Vin de pays.

### Personnalités liées à la commune
- Jeanne Baret (1740-1807), exploratrice et botaniste française, enterrée au cimetière de l'église de Saint-Aulaye.
- François Viault (1849-1918) médecin physiologiste français.
- Geneviève Callerot (1916-2025)[75], résistante, agricultrice, militante et romancière française y est morte.
- Jean-Charles (1922-2003), humoriste et écrivain français, célèbre dans les années 1960 pour son livre à succès La Foire aux cancres, est né à Saint-Aulaye.
- Jérôme Fernandez (1977-), capitaine de l'équipe de France de handball, a donné son nom au gymnase de Saint-Aulaye, le 16 juin 2012[76].

### Héraldique
| Blason | Blasonnement : Écartelé (qui est de Rohan-Chabot) : au 1 et 4 : de gueules à neuf macles d'or, posées 3, 3, 3 ; au 2 et 3 : d'or à trois chabots de gueules ; et à la bordure écartelée d'or et de gueules. |

## Pour approfondir